# Rudno nad Hronom
Rudno nad Hronom, Hongaars: Garamrudnó, Duits: Rudain, is een gemeente in Slowakije. De gemeente ligt in de regio Banská Bystrica, maakt deel uit van het district Žarnovica en ligt aan de rivier de Hron. Rudno nad Hronom telde 523 inwoners aan het einde van 2022.

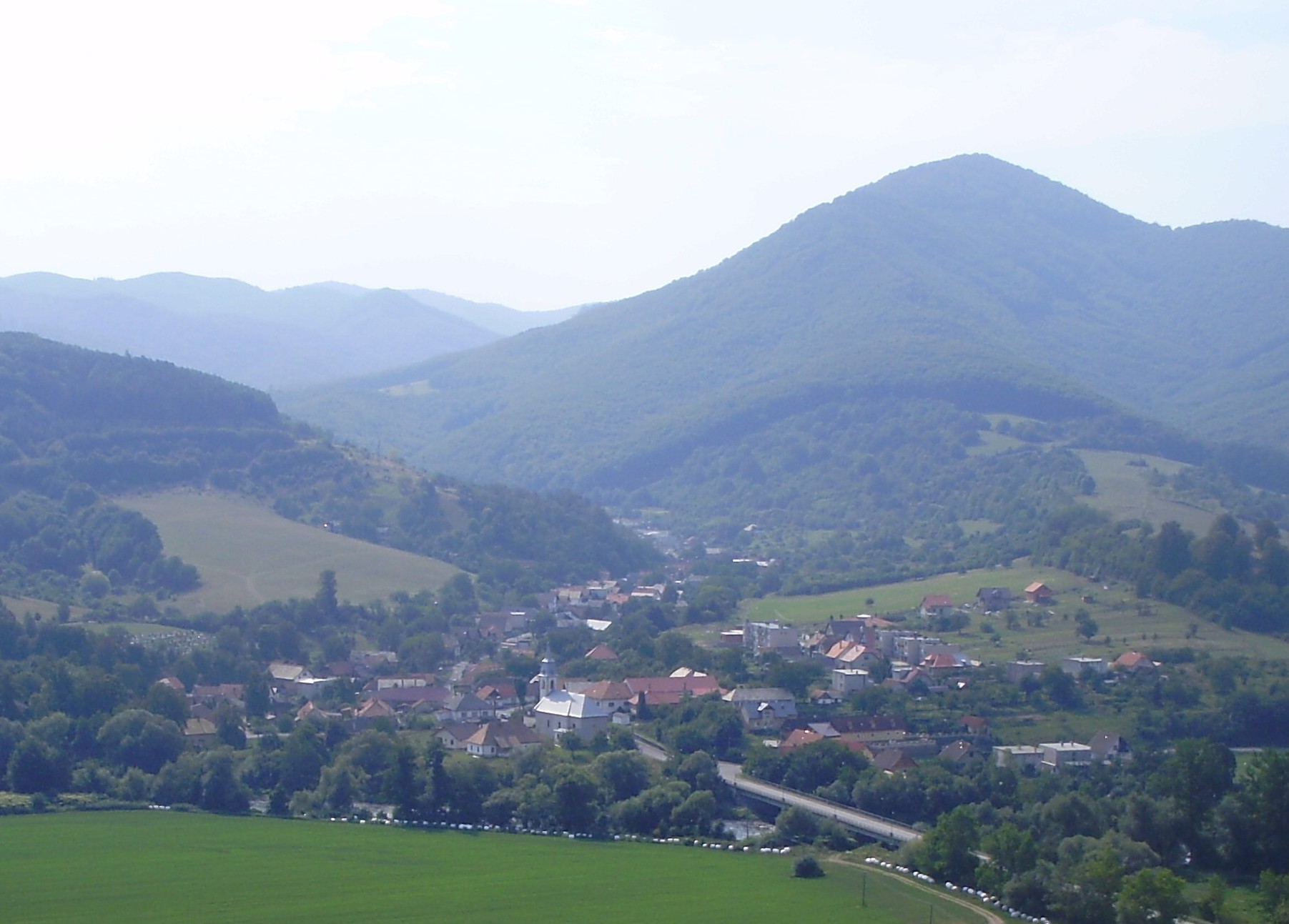
Rudno nad Hronom

Brehy · Hodruša-Hámre · Horné Hámre · Hrabičov · Hronský Beňadik · Kľak · Malá Lehota · Nová Baňa · Orovnica · Ostrý Grúň · Píla · Rudno nad Hronom · Tekovská Breznica · Veľká Lehota · Veľké Pole · Voznica · Žarnovica · Župkov